# .ai
.ai (Anguilla) é o código TLD (ccTLD) da Internet para Anguila e é administrado pelo governo desse país.
O registro sob os domínios de segundo nível estão disponíveis sem restrições, para todo o mundo, porém não alcançaram muito uso. Até recentemente os registros de domínios de segundo nível, diretamente abaixo de .ai, aparentemente eram disponíveis apenas para residentes de Anguila, com algum uso em sites locais.[carece de fontes?] Entretanto, a partir de 26 de Junhode 2006, para qualquer pessoa (de acordo com o site de registros (nic.com.ai).[carece de fontes?]

## Domínios de segundo nível
- off.ai
- com.ai
- net.ai
- org.ai